# Isaac Victor Kerlow
Isaac Victor Kerlow (Ciutat de Mèxic, 1958) és un net artista mexicà que actualment treballa a una empressa d'animació per ordinador als Estats Units.

## Vida
Isaac Victor Kerlow naix l'any 1958 a Ciutat de Mèxic, és un net artista que actualment treballa a una empressa d'animació per ordinador als Estats Units. Entre els anys 1977 i 1979 va viure a Barcelona.

## Obra
En 1980 va realitzar una sèrie de pintures basades en elements creats per ordinador en tres dimensions i a mà, per tal de perfeccionar les tècniques de traslladar els models fets per ordinador a sistemes de gravat tradicional com l'aiguafort, la fotografia o el gravat. El seu treball per ordinador ens mostra un nou tipus de sensibilitat, ja que l'ordinador possibilitat una major flexibilitat creadora.
Kerlow treballa amb imatges que són descrites de forma numérica a l'espai tridimensional i matemàticament es passen a l'espai bidimensional de l'ordinador.

### ExposicionsEspai 10
Entre el 13 de març i el 10 d'abril del 1985 l'Espai 10 de la Fundació Joan Miró va realitzar una exposició per tal d'analitzar quins són els prejudicis que hi ha amb relació a la lectura esbiaixada de la història de l'art, i per tal de veure l'ordinador com una eina de creació més. Parla a més de quins són els problemes que presenta l'art fet per ordinador, ja que suposa un canvi en la forma d'entendre el mercat de l'art i de popularitzar-lo.
Les imatges poden ser representades com estructures lineals o volums ombrejats. Les imatges són fetes per a poder ser treballades amb diferents tècniques visuals, la sèrie "Piràmide en blanc i negre" està realitzada a partir d'imatges fetes per ordinador i transferides fotogràficament a la placa de metall per a ser gravades.
A més hi havia una instal·lació interactiva realitzada en llenguatge BASIC on el públic seleccionava un programa que mostrava seqüències animades i text en funció de la decisió de l'espectador, d'aquesta manera el públic passa a interaccionar directament en l'exposició.